# Kumiho

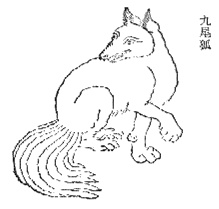
Huli csing (Huli jing), a kínai kilencfarkú rókateremtmény

A kumiho (hangul: 구미호, handzsa: 九尾狐, RR: gumiho) a koreai folklór egyik természetfeletti teremtménye, szó szerint „kilenc farkú róka”. A rókateremtmények Kelet-Ázsia több országában is jelen vannak a folklórban, Kínában huli csing (huli jing) vagy csinvej hu (jinwei hu), Japánban kicune néven ismeretes. A koreai változat eltér a kínaitól és a japántól abban, hogy szinte kizárólag nagyon negatív, gonosz teremtményként írják le.

## Eredete és története
A kumiho (gumiho)-legenda a 9. század körül kerülhetett át Koreába Kínából, és már a Szamguk szagi (Samguk sagi) (1145) és a Szamguk jusza (Samguk yusa) (1279) is említ olyan történeteket, ahol róka változott emberré.
A kumiho (gumiho) szinte mindig női alakot ölt, nem mindig van kilenc farka. Emberalakja lehet teljesen megtévesztő, vagy kissé rókaszerű, hegyes fülekkel. A történetek szerint férfiakat csábít el, és megeszi a májukat vagy a szívüket. A történetnek számos változata létezik, egyes mesék szerint a kumiho (gumiho) ha ezer évig nem öl embert, és nem fedi fel kilétét, akkor emberré válhat, más mesék szerint 1000 férfi máját kell megennie ugyanehhez. A mesékben az a közös, hogy a lény mindenképp szeretne emberré válni. Van olyan történet is, ami a „rókagyöngyről” szól: ez egy kis márványgolyó, aminek segítségével a kumiho (gumiho) képes elszívni a férfiak életerejét, ha a szájukba teszi a gyöngyöt.

## Megjelenése a művészetekben
Filmek és televíziós sorozatok
- 1994: The Fox with Nine Tails
- 2004: Forbidden Love (KBS)
- 2006: The Fox Family
- 2007: Yobi, the Five Tailed Fox
- 2008–2009: Korean Ghost Stories (KBS)
- 2010: My Girlfriend Is a Nine-Tailed Fox (SBS)
- 2010: Grudge: The Revolt of Gumiho (KBS)
- 2012: The Thousandth Man (MBC)
- 2013: Kugai szo (MBC)
- 2013: Nail Shop Paris (MBC)
- 2020: The Tale of the Nine Tailed (tvN)
- 2020: Lovecraft Country s01e06 - Meet Me in Daegu (HBO)
- A Running Man varietéműsor 149. epizódjában a női versenyzőknek kilenc rókafarkat kell összegyűjteni az „emberré váláshoz”.